# Station Ługi Górzyckie
Station Ługi Górzyckie is een spoorwegstation in de Poolse plaats Ługi Górzyckie.